# Espectrometria d'absorció atòmica
|  |

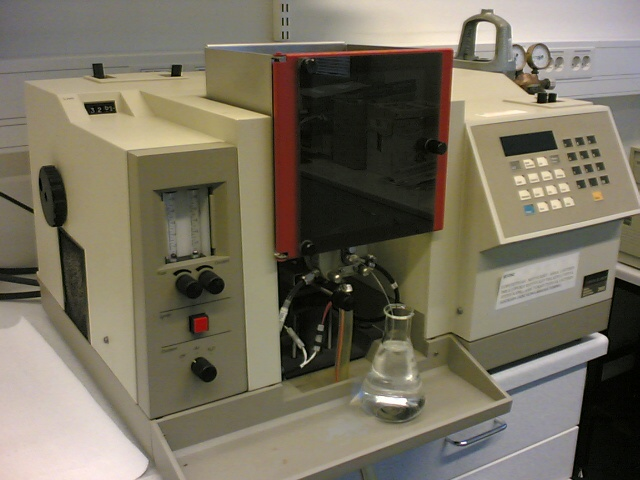
Espectròmetre d'absorció atòmica

L'espectrometria d'absorció atòmica és una tècnica d'anàlisi química elemental quantitativa basada en la mesura de l'energia radiant absorbida per un element químic vaporitzat en una flama irradiada per llum estrictament monocromàtica de la longitud d'ona corresponent a la radiació electromagnètica de ressonància d'aquell element.

## Història
L'espectrometria d'absorció atòmica té el seu origen en la descripció de l'espectre de la llum per part d'Isaac Newton el 1666. El 1802, William Hyde Wollaston descobrí que l'espectre del Sol contenia una sèrie de ratlles fosques que Joseph von Fraunhofer, el 1823, en determinà les seves longituds d'ona i el seu origen. El 1859 Gustav Robert Kirchhoff, professor de la Universitat de Heidelberg, explicà que les línies eren degudes a l'absorció de la llum per part d'elements químics en estat de vapor. Després Kirchhoff i Robert Wilhelm Bunsen observaren que els colors emesos per les sals eren característics, descobrint l'emissió atòmica. L'aplicació de l'espectrometria atòmica com a tècnica analítica fou desenvolupada durant la dècada dels cinquanta del segle XX per Sir Alan Walsh del CSIRO (Commonwealth Scientific and Industrial Research Organization), Divisió de química física, a Melbourne (Austràlia) i per C.T.J. Alkemade and J.M.W. Milatz del Physichs Laboratorium de la Universitat d'Utrecht (Països Baixos).

## Principi

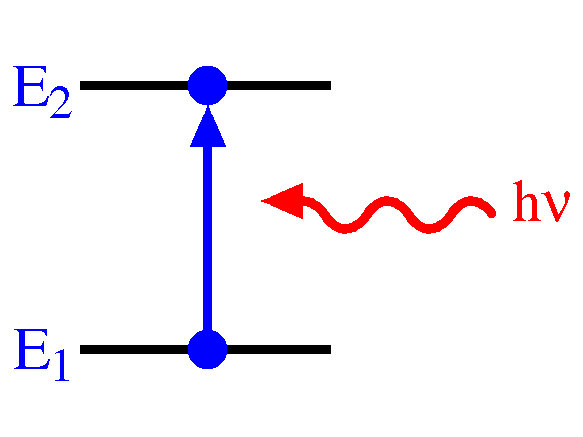
Absorció d'un fotó per part d'un electró en un àtom en estat fonamental (E_{1}) que provoca la seva ascensió a un nivell superior (E₂)

Es basa en els principis de l'espectroscòpia d'absorció. Els àtoms tenen els seus electrons en el nivell atòmic més baix possible (estat fonamental), però poden ser promocionats a nivells superiors si absorbeixen fotons d'energia exactament igual a la diferència d'energia entre nivells, ∆E. Els àtoms tenen els seus electrons a diferents nivells i poden promocionar a molts de nivells superiors. Per tant, absorbeixen fotons de moltes freqüències. Aquests bots tenen energies que són característiques de cada element químic, per la qual cosa els fotons absorbits poden emprar-se per identificar-los. Si s'emet un feix de fotons, d'una determinada freqüència corresponent a una determinada transició entre nivells, contra una mostra d'àtoms, el nombre de fotons absorbits serà proporcional al nombre d'àtoms presents (cada àtom només pot absorbir un fotó), fet que s'aprofita en l'espectrometria d'absorció atòmica per a determinar llur concentració en el medi problema.
Els resultats són reproduïbles si hom regula rígidament el mètode d'aspiració de la solució problema vers el corrent gasós, les dimensions de la flama i les condicions de la combustió. El procediment és molt selectiu, força lliure d'interferències i d'una gran sensibilitat.

## Instrumentació

Esquema d'un espectròmetre. 1. Làmpada; 2.Flama; 3.Atomitzador; 4.Monocromador; 5.Detector; 6.Amplificador; 7.Sortida

Els espectròmetres d'absorció atòmica consten de les següents parts:
1. Una làmpada que és la font monocromàtica de radiació. Una exigència de l'espectrometria d'absorció atòmica és el rigorós monocromatisme de la radiació d'excitació, la qual és aconseguida emprant una làmpada de càtode buit.
2. Una flama on es produeix una combustió la qual energia permet vaporitzar la mostra.
3. Un atomitzador que permet preparar la mostra mesclada amb un gas formant un aerosol per passar a la flama.
4. Un monocromador que selecciona una de les longituds d'ona emeses.
5. Un detector molt sensible, com és ara un tub fotomultiplicador.
6. Un amplificador del senyal recollit.
7. Un sistema informàtic per recollir les dades i fer-ne el seu tractament.

### Làmpades

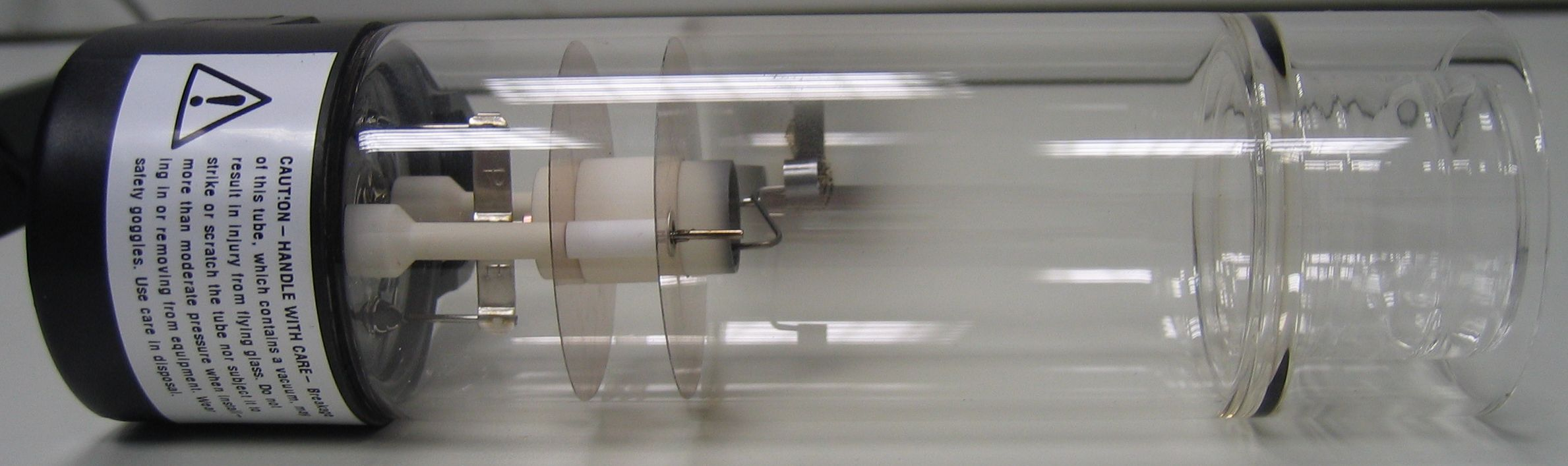
Làmpada de càtode buit (els elèctrodes a l'esquerra)

S'empren dos tipus de làmpades: làmpades de càtode buit i làmpades de descàrrega sense elèctrodes.
- Làmpades de càtode buit. Aquestes làmpades consten d'un ànode de tungstè i un càtode cilíndric segellat en un tub de vidre que conté un gas inert, com ara l'argó, a baixa pressió (1 a 5 mm de Hg). El càtode es fabrica amb el mateix metall que el de l'anàlit, o pot servir com a suport per un recobriment d'aquell metall. S'aplica una tensió d'uns 300 V entre els elèctrodes, la qual cosa produeix la ionització de l'argó i la generació d'un corrent d'ions i electrons de 5 a 10 mA. Els cations d'argó xoquen contra el càtode i n'extreuen alguns àtoms, produint un nigul atòmic. Aquests àtoms, que estan excitats, emeten les radiacions característiques en tornar a l'estat fonamental, emissions que s'empren com a font de llum monocromàtica després de ser seleccionades per un monocromador.
- Làmpades de descàrrega sense elèctrodes. Estan construïdes per un tub de quars que conté argó a baixa pressió al seu interior i una petita quantitat del metall anàlit, o d'una sal seva. L'excitació es produeix mitjançant un intens camp de radiofreqüència o radiació de microones.

### Atomitzadors de flama

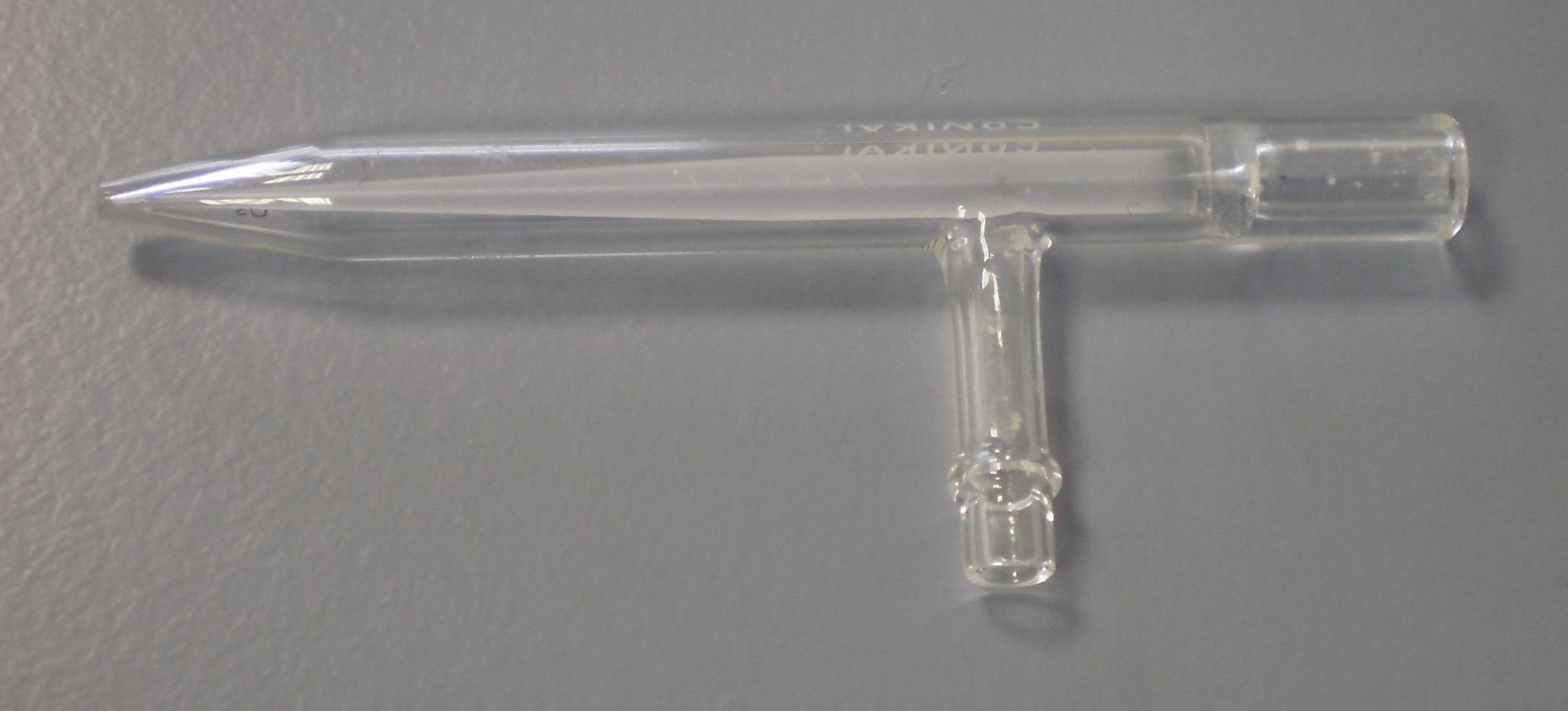
Atomitzador concèntric

Els atomitzadors de flama són uns nebulitzadors automàtics, que converteixen la mostra en una boira o aerosol mitjançant l'efecte Venturi, el qual alimenta un cremador. Per nebulitzar la mostra s'empra un corrent de gas a alta pressió que és l'oxidant del combustible a la flama. El corrent de l'aerosol (mostra i oxidant) es mescla a continuació amb el combustible i passen per una sèrie de pantalles que retenen impureses i només deixen passar les gotes més petites. Finalment la mescla arriba a un cremador, el qual proporciona una flama entre 5 i 10 cm de longitud.

### Flama

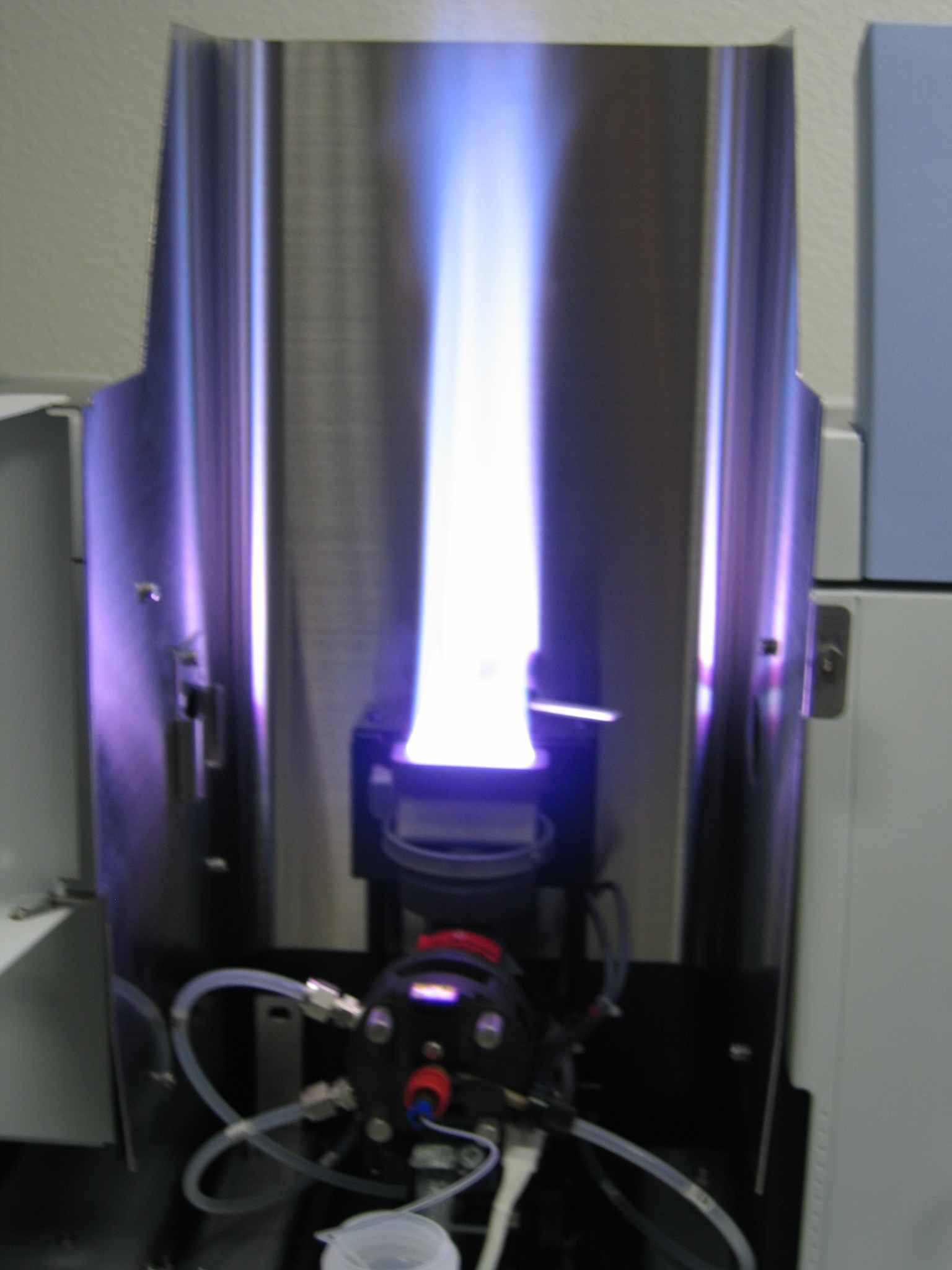
Flama normal

El dissolvent s'evapora en arribar a la boca del cremador, en la zona de combustió primària de la flama. Les partícules sòlides finament dividides resultants són transportades al centre de la flama on la temperatura és més alta, on es formen els àtoms gasosos i els ions elementals a partir de les partícules sòlides. Finalment arriben a la zona exterior de la flama.
Segons les mescles d'oxidant i combustible s'obtenen diferents temperatures que van entre 1 700 i 3 150 °C.
| Mescles emprades     |                      |                  |                |            |            |            |            |            |
| Combustible/ oxidant | Combustible/ oxidant | Gas natural/aire | Gas natural/O₂ | H₂/aire    | H₂/O₂      | C₂H₂/aire  | C₂H₂/O₂    | C₂H₂/N₂O   |
| Temperatura, °C      | Temperatura, °C      | 1700- 1900       | 2700- 2800     | 2000- 2100 | 2550- 2700 | 2100- 2400 | 3050- 3150 | 2600- 2800 |

### Detectors
Les línies espectrals la qual absorció s'empra solen correspondre a les regions de l'ultraviolat o visible, i la intensitat d'energia radiant sol ser feble. En conseqüència, els detectors més adients són els tubs fotomultiplicadors, connectats a sistemes amplificadors apropiats.